# Вольтерьянство
Вольтерьянство (фр. voltairianisme) — общественно политическое течение в Российской империи, направленное на идеи Просвещения, опиравшегося на идеи и творчество французского просветителя и философа, писателя Вольтера (Франсуа Мари Аруэ, 1694—1778). В вольтерьянстве характерна критика отечественной «старины» и призыв к немедленным реформам. Расцвет вольтерьянства приходился на конец 1750—60-х годов. Так как в Российской империи не было католицизма и западно-европейского феодализма, идеи на серьёзную просветительскую деятельность не воспринимали всерьез[уточнить]. Были заимствованы лишь внешние черты вольтерянского мировоззрения. С вольтерьянством связано также распространение радикальных идей, некоторых представителей этого течения отличали поверхностный гедонизм и атеизм, насмешки над духовенством. Вольтерьянство приобрело репутацию аморального учения, а после Великой французской революции стало синоним вредного вольнодумства, что сохранилось в XIX веке. Социально-политический идеал вольтерьянства — «царство разума», то есть справедливое общественное устройство, предоставляющее равные возможности для всех людей и гарантирующее их неотъемлемые права — свободу, равенство перед законом, право собственности на продукты своего труда.

## Представители Вольтерьянства
К Французским Вольтерьянцам можно отнести Дидро, Ламетри, Гольбаха, Гельвеция, Кондорсе, Бомарше, Марата, Робеспьера и многих других. Вольтер — основоположник вольтерьянства.